# Aston Martin DBR4
L'Aston Martin DBR4 fu la prima vettura di Formula 1 della casa britannica. Prese parte ad alcune gare del Campionato mondiale di Formula 1 1959 ma senza particolari successi. Progettata da Ted Cutting, era basata sulla DBR1 che gareggiava nel mondiale sport. Con la DBR4 l'Aston Martin sperava di ripetere in Formula 1 i successi ottenuti nel Campionato sport.

## La vettura
Negli anni '50 la filosofia dell'Aston Martin era quella di gareggiare nel Campionato sport per arrivare a contendere il titolo alla Ferrari. Tuttavia nel 1957 costruì la DBR4/250, la sua prima monoposto, e le prove in pista dimostrarono che era in grado di battersi con la Maserati 250F, con cui Juan Manuel Fangio aveva vinto il suo quinto titolo piloti quell'anno, e la Vanwall che aveva vinto il titolo costruttori. Nonostante ciò venne tenuta lontano dalle gare per tutto il 1958 anno in cui nella Formula 1 ci fu una sostanziale rivoluzione: infatti cominciarono ad apparire le prime Cooper - Climax a motore posteriore che subito si dimostrarono più agili e veloci delle vetture a motore anteriore e solo l'abilità di piloti come Tony Brooks, Stirling Moss e Mike Hawthorn fecero sì che le più pesanti Vanwall e Ferrari potessero primeggiare per l'ultima volta nella storia. La DBR4 passò così dallo stato dell'arte a quello di dell'obsolescenza tecnica nel giro di un'annata.
Il progetto della DBR4 era del tutto convenzionale. Presentava un telaio tubolare in acciaio derivato dalla DBR1 e che gli garantiva buone doti dinamiche; montava sospensioni a bracci oscillanti con molle elicoidali all'anteriore e un ponte De Dion con barre di torsione al posteriore. Il motore derivava anch'esso dalla DBR1, con cilindrata ridotta da 3 a 2,5 litri, ed era un 6 cilindri in linea bialbero con due valvole per cilindro che erogava circa 260 CV. Il cambio era un David Brown a 5 marce, secondo regolamento, e l'impianto frenante era composto da 4 freni a disco Girling.
Per il 1960 fu costruita una versione modificata della DBR4, la DBR5, con modifiche alle sospensioni e al motore ma non si rivelò competitiva.

## Competizioni

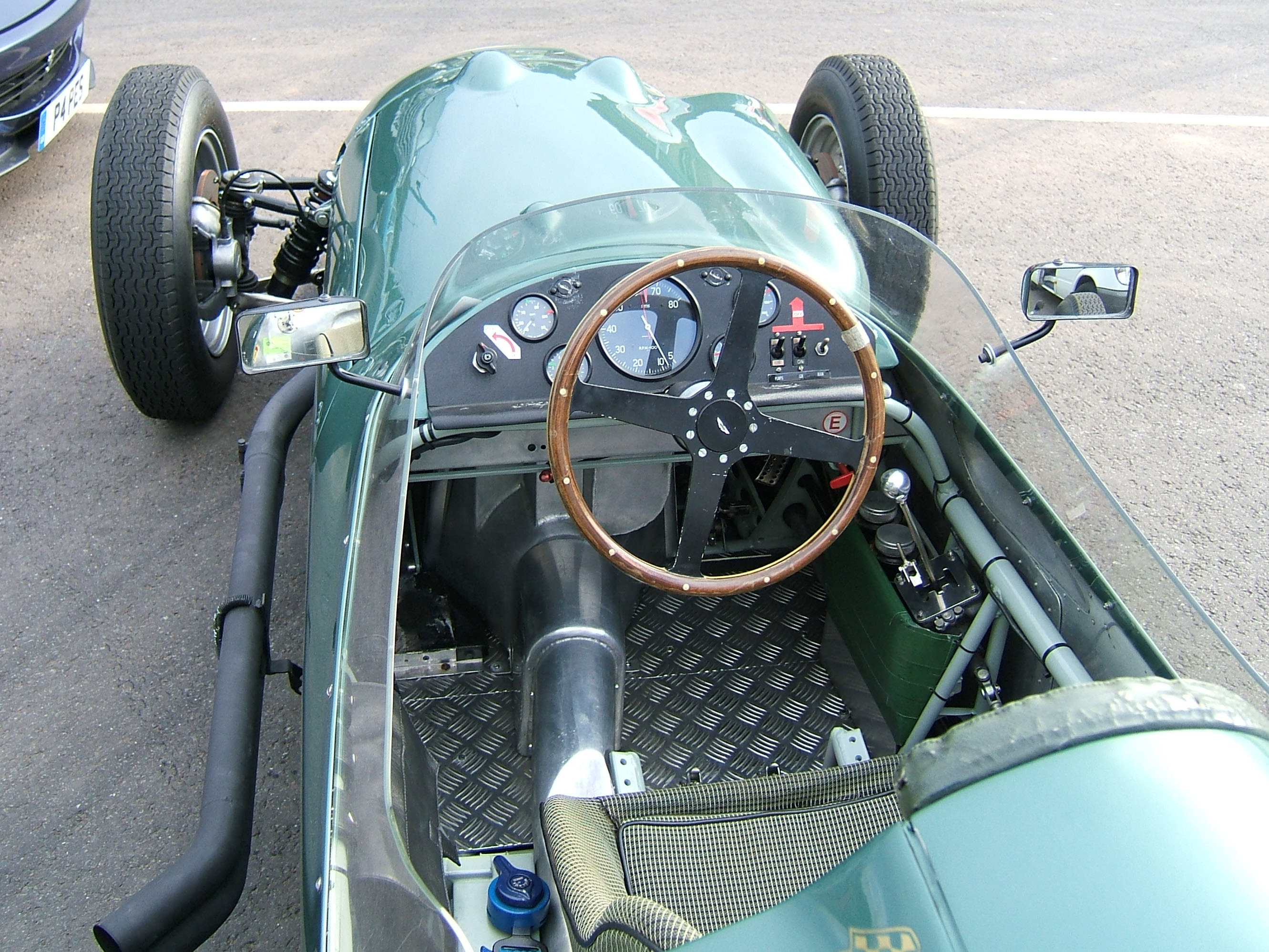
L'abitacolo della DBR4. Si può notare la configurazione in tubi del telaio

L'avvento della nuova formula del motore posteriore rese tutto di un colpo le classiche F1 a motore anteriore obsolete. Nel 1958 le potenti Vanwall e Ferrari riuscirono ancora a portare a casa un mondiale a testa, ma sarebbe stato l'ultimo per le F1 a motore anteriore. Quando la DBR4 esordì all'International Trophy di Silverstone, pilotata da Roy Salvadori, si dimostrò subito velocissima in qualifica, conquistando la pole position, e in gara arrivò seconda dietro la Cooper di Jack Brabham. All'Aston Martin pensarono così che il mondiale fosse a portata di mano ma il secondo posto di Silverstone fu il miglior risultato di tutta la carriera della DBR4, in una gara che, tra l'altro, non era neanche valida per il campionato mondiale di quell'anno.
I risultati che seguirono dimostrarono come la DBR4 fosse una vettura lenta e inaffidabile. Fu costretta al ritiro nei GP di Olanda e Gran Bretagna per noie al motore. Altre avarie meccaniche ne rallentarono la corsa ai GP di Portogallo e d'Italia. Così nei 5 GP disputati, compreso l'International Trophy, Salvadori collezionò due ritiri e due sesti posti e un secondo posto mentre Shelby due ritiri un sesto, un ottavo e un decimo posto.

## Scheda tecnica
- Carreggiata anteriore: 1,308 m
- Carreggiata posteriore: 1,308 m
- Passo: 2,362 m
- Peso: 625 kg
- Telaio (meccanica): Tubolare in acciaio
- Trazione: posteriore
- Frizione (meccanica): idraulica
- Cambio: David Brown CG537 5 marce manuale
- Freni: a disco Girling
- Sterzo: a cremagliera
- Motore: Aston Martin
  - Num. cilindri e disposizione: 6 in linea
  - Cilindrata: 2.493 cm³
  - Raffreddamento: a liquido
  - Potenza: ~ 260CV
  - Distribuzione: bialbero
  - Valvole: 12
- Sospensioni: bracci oscillanti con molle elicoidali (ant.); ponte De Dion con barre di torsione (post.)

## Risultati Completi
Le gare in corsivo rappresentano eventi non validi per il mondiale
| 1959 | Squadra      | Piloti         | GLV | AIN | INT | MON | 500 | NED | FRA | GBR | GER | POR | ITA | IGC | SCT | USA |     | Punti | WCC |
| 1959 | Aston Martin | Roy Salvadori  |     |     | 2   |     |     | Rit |     | 6   |     | 6   | Rit |     |     |     |     | 0     | 6   |
| 1959 | Aston Martin | Carroll Shelby |     |     | 6   |     |     | Rit |     | Rit |     | 8   | 10  |     |     |     |     | 0     | 6   |
| 1960 | Squadra      | Piloti         | ARG | GLV | INT | MON | 500 | NED | BEL | FRA | GBR | SCT | POR | ITA | LOM | IGC | USA | Pts.  | WCC |
| 1960 | Aston Martin | Roy Salvadori  |     |     | Rit |     |     | NP  |     |     |     |     |     |     |     |     |     | 0     | 12  |

## Piloti
- Roy Salvadori -  Regno Unito
- Carroll Shelby -  Stati Uniti
- Maurice Trintignant -  Francia